# James Bond-skurke
I filmene og bøgerne om James Bond har der altid været en lang liste over James Bonds skurke, altså forbrydere, der er ude på noget ondt og selvisk, men som stoppes af James Bond. Disse forbrydere har optrådt lige siden 1953, da Ian Fleming skrev sin første bog om helten.
I de tidlige James Bond-film har skurkenes karakteristik og personlighed tit været plaget af magtbegær og grådighed, mens de seneste James Bond-skurke har været mere ude på, at få penge og rigdom.

## Spillefilm
| Film                                  | Skurk(e)                                      | Skuespiller(e)                                                           | Plan | Død |
| ------------------------------------- | --------------------------------------------- | ------------------------------------------------------------------------ | --- | --- |
| Agent 007 - Mission Drab              | Dr. Julius No                                 | Joseph Wiseman                                                           | Sabotage af amerikanske missilprøver ved at bruge radiobølger til at sende dem ud af kurs | Sænket ned i sit reaktorvarmemiddel og kogt til, at han var død                                                 |
| Agent 007 jages                       | Ernst Stavro Blofeld Rosa Klebb               | Anthony Dawson (krop)/Eric Pohlmann (stemme) Lotte Lenya                 | Ydmygelse af MI6 som hævn for Dr. Julius No ved at bruge den sovjetiske agent Tatiana Romanova og en afkoder som lokkemad for James Bond, for herefter at begge to og sende billeder af deres lig til medierne | Overlever Skudt i brystet af Tatiana Romanova                                                                   |
| Agent 007 Contra Goldfinger           | Auric Goldfinger                              | Gert Fröbe                                                               | En bombeeksplosion ved Fort Knox hvilket vil ødelægge stedets guldbarrer og dermed gøre prisen på hans eget guld meget mere værdifuldt                                                                         | Skudt ud af et nedstyrtende fly.                                                                                |
| Agent 007 i ilden                     | Emilio Largo Fiona Volpe Ernst Stavro Blofeld | Adolfo Celi Luciana Paluzzi Anthony Dawson (krop)/Eric Pohlmann (stemme) | Brugen af nuklearsprænghoveder til at afpresse penge fra NATO | Skudt i ryggen af en harpun af sin elskerinde Domino Bliver fejlagtigt skudt af hendes sin håndlanger Overlever |
| Agent 007 - Du Lever Kun To Gange     | Ernst Stavro Blofeld                          | Donald Pleasence                                                         | Fanger amerikanske og sovjetiske rumfartøjer til en krig mellem de to supermagter | Overlever |
| I Hendes Majestæts Hemmelige Tjeneste | Ernst Stavro Blofeld                          | Telly Savalas                                                            | Afpresser verden med en virus, der gør kvinder ufrugtbare og mænd steriliserede | Overlever |
| Diamanter varer evigt                 | Ernst Stavro Blofeld                          | Charles Gray                                                             | Bruger en laser fra en satellit til at afpresse supermagter for penge | Overlever, men bliver skadet alvorligt, da hans boreplatform sprænger i luften                                  |